# Apocyclops borneoensis
Apocyclops borneoensis – gatunek widłonoga z rodziny Cyclopidae. Nazwa naukowa gatunku została po raz pierwszy opublikowana w 1955 roku przez szwedzkiego zoologa Knuta Lindberga.